# Monopeltis rhodesiana
Monopeltis rhodesiana là một loài bò sát trong họ Amphisbaenidae. Loài này được Broadley, Gans & Visser mô tả khoa học đầu tiên năm 1976.